# Lázaro Chacón González

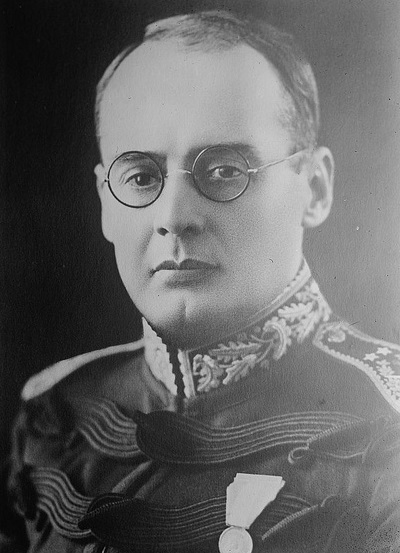
Lázaro Chacón González (1915)

Lázaro Chacón González (* 27. Juni 1873 in Teculután; † 9. April 1931 New Orleans) war vom 27. September 1926 bis 12. Dezember 1930 guatemaltekischer Präsident.

## Leben
Seine Eltern waren Soledad González Paiz, welche während seiner Geburt starb, und Juan José Chacón Paiz.
General Chacón war Kommandant der Ehrengarde als José María Orellana Pinto am 26. September 1926 um 0:15 Uhr im Hotel Manchen an Angina Pectoris starb. Am Ende des Tages war Chacón Präsident der Republik Guatemala. Am 18. Dezember 1926 fanden Präsidentschaftswahlen statt. Sein Gegenspieler war Jorge Ubico Castañeda in der Partido Liberal.
In seiner Regierungszeit wurden die Banco de Crédito Agrícola, die Crédito Hipotecario Nacional und die Dirección General de Aeronáutica Civil (Zivilluftfahrtbehörde) gegründet. Eine von ihm einberufene verfassungsgebende Versammlung legte in einer Verfassung fest, dass der Präsident nicht ein zweites Mal gewählt werden könne.
Am 12. Dezember 1930 erlitt er einen Schlaganfall mit Hemiplegie der rechten Seite. Da sich sein Gesundheitszustand nicht besserte, musste er zurücktreten. Seine Frau unterschrieb für ihn die Rücktrittsurkunde und er wurde in ein Krankenhaus nach New Orleans gebracht, wo er starb.
Stellvertretend wurde Baudilio Palma, der Finanzminister, geschäftsführender Präsident.
Am 17. Dezember 1930 drang General Manuel María Orellana Contreras aus dem Cuartel de Matamoros betrunken mit Pistolen in den Fäusten von ein paar Soldaten begleitet in den Amtssitz des Präsidenten ein und zwang Baudilio Palma zum Rücktritt.
Bei dieser Besetzung wurden 57 Menschen teilweise tödlich verletzt.
Manuel Orellana Contreras Usurpation wurde in weiten Teilen der Gesellschaft von Guatemala zurückgewiesen. Die US-Regierung von Herbert C. Hoover erkannte seine Präsidentschaft nicht an. Der US-Botschafter Sheldon Whitehouse drohte ultimativ mit einer Invasion der USMC.
Am 31. Dezember 1930 setzte die Partido Liberal Progresista von Jorge Ubico Castañeda, den Abgeordneten José María Reina Andrade als Präsidenten durch.